# Козловка (Пачелмский район)
Козловка — село в Пачелмском районе Пензенской области России. Входит в состав Шейнского сельсовета.

## География
Село находится в западной части Пензенской области, в пределах Приволжской возвышенности, в лесостепной зоне, на берегах реки Буртас, на расстоянии примерно 2 километров (по прямой) к западу от Пачелмы, административного центра района. Абсолютная высота — 177 метров над уровнем моря.

### Климат
Климат характеризуется как умеренно континентальный, с холодной продолжительной зимой и тёплым летом. Среднегодовая температура воздуха — 3,6 — 3,8 °C. Средняя температура воздуха самого тёплого месяца (июля) — 19 °C (абсолютный максимум — 39 °C); самого холодного (января) — −12 °C (абсолютный минимум — −49 °C). Вегетационный период длится 145 дней. Среднегодовое количество атмосферных осадков варьируется от 460 до 480 мм, из которых большая часть выпадает в тёплый период. Снежный покров устанавливается в конце ноября и держится в течение 150 дней.

### Часовой пояс
Село Козловка, как и вся Пензенская область, находится в часовой зоне МСК (московское время). Смещение применяемого времени относительно UTC составляет +3:00.

## Население
| 1785  | 1864 | 1877 | 1897  | 1911  | 1926  | 1930  |
| ----- | ---- | ---- | ----- | ----- | ----- | ----- |
| 960   | ↘910 | ↘843 | ↗1099 | ↗1232 | ↗1297 | ↗1508 |
| 1939  | 1959 | 1979 | 1989  | 1996  | 2002  | 2010  |
| ↘1226 | ↘700 | ↘360 | ↘261  | ↘211  | ↘153  | ↘99   |

### Национальный состав
Согласно результатам переписи 2002 года, в национальной структуре населения русские составляли 100 % из 153 чел.